# Juana Arboleda
Juana Arboleda es una actriz colombiana nacida en Medellín, Colombia. Conocida por participar en la serie de Correo de inocentes de RCN Televisión

## Biografía
Arboleda, una paisa desconocida en el medio de la televisión hasta que apareció en Correo de inocentes, vivió 10 años en Cali y desde hace cinco está en Bogotá. Es maestra en arte dramático de la Universidad de Antioquia y el teatro ha sido su pasión.

## Filmografía

### Televisión
| Año       | Título                                | Personaje                     | Canal              |
| --------- | ------------------------------------- | ----------------------------- | ------------------ |
| 2025      | Delirio                               | Martha                        | Netflix            |
| 2025      | El novicio rebelde                    | Tamara Josefina Burgos        | Prime Video        |
| 2024      | Klass 95                              | Nayibe Sepúlveda              | Caracol Televisión |
| 2021      | MalaYerba                             | Susana                        | Starzplay          |
| 2021      | Enfermeras                            | Amparo Guerrero               | Canal RCN          |
| 2020      | Decisiones: unos ganan, otros pierden | Mireya, Ep: presunto culpable | Telemundo          |
| 2019      | Distrito salvaje                      | China                         | Netflix            |
| 2019      | El Man es Germán                      | Azucena 'La loca'             | Canal RCN          |
| 2019      | Historia de un crimen: Colmenares     | Bombero Piedrahíta            | Netflix            |
| 2019      | El Barón                              | Griselda Blanco               | Telemundo          |
| 2018-2019 | Maria Magdalena                       | Juana                         | Azteca 7           |
| 2018      | Paraíso Travel                        | Maritza                       | Canal RCN          |
| 2017      | El chapo                              | Zenaida                       | Univision          |
| 2017      | Venganza                              |                               | Canal RCN          |
| 2017      | Sobreviviendo a Escobar, alias JJ     | Teniente Pineda               | Caracol Televisión |
| 2016      | La niña                               | Nancy 'Alias Segura'          | Caracol Televisión |
| 2015      | Esmeraldas                            | Amada rosa                    | Caracol Televisión |
| 2014      | Manual para ser feliz                 | Eugenia Rodríguez             | Canal RCN          |
| 2013-2014 | El día de la suerte                   |                               | Canal RCN          |
| 2013      | La Promesa                            | Karen Ortiz                   | Caracol Televisión |
| 2011-2012 | Correo de inocentes                   | Marleny Vega                  | Canal RCN          |
| 2008      | Así es la vida                        |                               | Canal RCN          |
| 2007      | Zona rosa                             |                               | Canal RCN          |
| 2007      | Tu voz estéreo                        |                               | Caracol Televisión |
| 2006-2008 | En los tacones de Eva                 |                               | Canal RCN          |

## Cine
| Año  | Título                                | Personaje     | Rol          | Director         |
| ---- | ------------------------------------- | ------------- | ------------ | ---------------- |
| 2018 | El Padre: la venganza tiene un precio | Mariana       | Reparto      | Jonathan Sobol   |
| 2015 | El último aliento                     | Karen         | Reparto      | Rene Castellanos |
| 2015 | La semilla del silencio               | Sonia Salgado | Reparto      | Juan Felipe Cano |
| 2015 | María Jesús Heroína de la Caridad     |               | Reparto      | Henry Díaz       |
| 2012 | Mi pasión por David                   |               | Protagonista | Ivan Zuluaga     |
|      | Gasolina (corto)                      |               | Protagonista | Pedro García     |

## Teatro
| Año       | Título                   | Teatro                                                       |
| --------- | ------------------------ | ------------------------------------------------------------ |
| 2019      | Rojo                     | Casa del teatro nacional, johan Velandia                     |
| 2016-2019 | La maldita vanidad       | Autor intelectual, Jorge Hugo Marín                          |
| 2009      | El patito feo            | Teatro la Castellana Teatro Nacional                         |
| 2005      | Tanguedia                | Temporada en la Casa del Teatro                              |
| 2005      | U.D.A. Las tres hermanas | Temporada en el Teatro Camilo Torres                         |
| 2008      | Mamatunel                | Temporada Casa del Teatro Compañía de Teatro Velatropa       |
| 2008      | Mamatunel                | Temporada, Teatro la Candelaria Compañía de Teatro Velatropa |

## Premios y nominaciones

### Premios India Catalina
| Año  | Categoría                                     | Telenovela o Serie  | Resultado |
| ---- | --------------------------------------------- | ------------------- | --------- |
| 2012 | Mejor actriz antagónica de telenovela o serie | Correo de inocentes | Nominada  |